# Parcieux

Parcieux este o comună în departamentul Ain din estul Franței.